# Liste der Kulturdenkmale in Forbach (Baden)

In der Liste der Kulturdenkmale in Forbach sind Bau- und Kunstdenkmale der Gemeinde Forbach verzeichnet, die im „Verzeichnis der unbeweglichen Bau- und Kunstdenkmale und der zu prüfenden Objekte“ des Landesamts für Denkmalpflege Baden-Württemberg verzeichnet sind. Dieses Verzeichnis ist nicht öffentlich und kann nur bei „berechtigtem Interesse“ eingesehen werden. Die folgende Liste ist daher nicht vollständig.

## Legende
- Bild: Zeigt ein ausgewähltes Bild aus Commons, „Weitere Bilder“ verweist auf die Bilder im Medienarchiv Wikimedia Commons.
- Bezeichnung: Nennt den Namen, die Bezeichnung oder die Art des Kulturdenkmals.
- Lage: Straßenname und Hausnummer oder Flurstücknummer des Kulturdenkmals, gegebenenfalls auch den Ortsteil. Die Grundsortierung der Liste erfolgt nach dieser Adresse. Der Link (Karte) führt zu verschiedenen Kartendiensten mit der Position des Kulturdenkmals. Fehlt dieser Link, wurden die Koordinaten noch nicht eingetragen. Sind diese bekannt, können sie über ein Tool mit einer Kartenansicht einfach nachgetragen werden. In dieser Kartenansicht sind Kulturdenkmale ohne Koordinaten mit einem roten bzw. orangen Marker dargestellt und können durch Verschieben auf die richtige Position in der Karte mit Koordinaten versehen werden. Kulturdenkmale ohne Bild sind an einem blauen bzw. roten Marker erkennbar.
- Datierung: Baubeginn, Fertigstellung, Datum der Erstnennung oder grobe zeitliche Einordnung entsprechend des Eintrags in der zuständigen Denkmaldatenbank (Landesamt für Denkmalpflege Baden-Württemberg).
- Beschreibung: Kurzcharakteristik des Kulturdenkmals.

## Kulturdenkmale der Gemeinde Forbach
| Bild           | Bezeichnung                               | Lage                                            | Datierung | Beschreibung | ID |
| -------------- | ----------------------------------------- | ----------------------------------------------- | --------- | --- | -- |
| Weitere Bilder | Murgbrücke                                | Hauptstraße (Karte)                             |           | Am östlichen Ortsrand über die Murg führende Brücke, 1955 nach dem Vorbild der 1766/78 erbauten gedeckten Holzbrücke errichtet. |    |
| Weitere Bilder | Kath. Pfarrkirche St. Johannes der Täufer | Kirchplatz 8 (Karte)                            | 1887–1913 | Katholische Pfarrkirche St. Johannes der Täufer, neoromanische Basilika mit eingezogenem Chor und Doppelturmfassade, Hochaltar, Kanzel, Wandmalereien und Radleuchter wurden entfernt, erbaut nach Plänen von Adolf Williard 1887/91 anstelle der 1788/89 von Franz Ignaz Krohmer errichteten spätbarocken Kirche, Sakristeianbau 1913 von Johannes Schroth mit Jugendstilmobiliar von Moroder aus Offenburg |    |
|                | St. Josefhaus                             | Kirchplatz 10 (Karte)                           | 1926      | St. Josefhaus (Kindergarten und Gemeindehaus), zweigeschossiger Putz-Werksteinbau mit Granitsockel und Fachwerkerker, Walmdach, erbaut nach Entwurf von Wunsch, 1926, innen Festsaal mit Bühne und Zuschauergalerie, holzvertäfelt, Darstellung der 12 Apostel aus der katholischen Pfarrkirche in Durlach |    |
| Weitere Bilder | Friedhofskapelle, Steinkreuz              | Bermersbach, Kreisstraße (Karte)                | 1882      | Neogotische Kapelle, erbaut 1882, Gedenkstätte für die Gefallenen der beiden Weltkriege, davor Sandsteinkreuz, ca. 1885 |    |
| Weitere Bilder | Raumünzachwerk                            | Raumünzach 19 (Karte)                           | 1921–1923 | Wasserkraftwerk, Raumünzachwerk, bestehend aus: Sammelbecken Ebersbronn, ca. 1,2 km Hangstollen, Wasserschloss mit Druckrohrleitung, Maschinenhaus mit Francis-Spiralturbine |    |
| Weitere Bilder | Rudolf-Fettweis Kraftwerkskomplex         | Raumünzach 19, Werkstraße 4-12 (Karte)          | 1914–1926 | Rudolf-Fettweis Kraftwerkskomplex, bestehend aus: Niederdruckwerk, Murgwerk, Raumünzachwerk und Schwarzenbachwerk. Das Großherzogtum Baden fasste aufgrund des ständig wachsenden Strombedarf den Entschluss, die Stromversorgung in eigene Regie zu nehmen. Das gesamte Land wurde hydrographisch und geologisch untersucht und bei der „Oberdirektion des Wasser- und Straßenbaues“ in Karlsruhe speziell eine Abteilung für Wasserkraft und Elektrizität eingerichtet. Im Jahre 1921 wurde daraus eine Aktiengesellschaft mit dem Namen Badische Landeselektrizitätsversorgung AG, welche man 1938 in die Badenwerk AG und 1997 in Energie Baden-Württemberg AG umbenannte. In ihren Aufgabenbereich fiel in den Jahren 1914–26 der Bau des Kraftwerkskomplexes „Rudolf-Fettweis-Werk“, der bei einer mittleren Jahresenergieerzeugung von 130 GWh im Pumpspeicherbetrieb wertvollen Spitzenstrom liefert. Dies war der erste Kraftwerkskomplex der Welt, der in großem Umfang das Pumpspeicherprinzip für die öffentliche Stromversorgung einsetzte. |    |
| Weitere Bilder | Niederdruckkraftwerk                      | Rudolf-Fettweis-Straße, Werkstraße 4, 6 (Karte) | 1914–1918 | Niederdruckwerk der Badenwerk AG (Rudolf-Fettweis-Werk, heute EnBW), 1914–18 |    |
| Weitere Bilder | Bahnhof, Empfangsgebäude                  | Schifferstraße 1 (Karte)                        | 1910      | Bahnhof, Empfangsgebäude, ein- und zweigeschossiger Putzwerksteinbau mit reich gegliederten Walmdächern, zugehöriger bauzeitlicher Güterschuppen (abgebrochen), 1910 (Sachgesamtheit) |    |
| Weitere Bilder | Evang. Pfarrkirche                        | Schifferstraße 11 (Karte)                       | 1913–1915 | Evangelische Pfarrkirche, einschiffiger Saalbau mit eingezogenem Chor und seitlich versetztem Frontturm, Putzbau mit Granitgliederung, 1913–15 von Otto Linde |    |
|                | Murgwerk                                  | Werkstraße 5, 6, 8, 9, 10 (Karte)               | 1914–1918 | Pumpspeicherwerk Murgwerk, bestehend aus: Sammelbecken Kirschbaumwasen, Raumünzachfassung, Murgstollen, Wasserschloss 1 mit Druckrohrleitungen, Krafthaus und Schalthaus, 1914–18 |    |
| Weitere Bilder | Schwarzenbachwerk                         | Werkstraße 11, 12, L 83 (Karte)                 | 1922–1926 | Talsperre Schwarzenbachwerk, bestehend aus: Schwarzenbachtalsperre, Schwarzenbachstollen, Raumünzachstollen, Biberachstollen, Hundsbachstollen, Wasserschloss II mit Druckleitungen zum Krafthaus |    |